# Турайдский замок
Турайдский замок (латыш. Turaidas pils), Трейден, в средние века известный как Трейденский замок (нем. Schloss Treiden) — замок, воссозданный в Латвийской ССР, который был основан в 1213 (1214) году, на месте древнего укрепления Добреля, по указанию рижского епископа Альберта.

## История
Построен на месте разрушенного крестоносцами деревянного замка ливов в период крестовых походов. Сначала новый замок получил название Фределанд (нем. Vredeland), что в переводе с одного из средневековых диалектов немецкого языка означает «мирная земля». Но имя Фределанд не прижилось, и вскоре новый епископский замок получил древнее ливское название Турайда («Божественный сад»: «Tora» - «Бог», «aida» - «сад»), под которым он упоминается в документах с 1218 года (castrum Treyden). Замок колонизаторами строился постепенно (до XVI века) и являлся одной из резиденций рижского епископа. После распада Ливонского ордена — в собственности остзейских дворян, владевших поместьем Турайда.
Замок сгорел во время пожара в 1776 году по недоразумению, в мирное время: стражник, которому померещилось нападение врага, выстрелом зажёг соломенную крышу. После пожара замок восстанавливать не стали, он постепенно разрушался и врос в землю на два метра, а кое-где на пять — 7 метров. Строительный материал стен растащили по своим дворам местные жители. Во дворе построили жилой дом для владельцев поместья.
Романтические развалины привлекали внимание путешественников XVIII и XIX веков. В 1936 году здесь была выстроена смотровая площадка в круглой башне. 
Воссоздание замка было начато в СССР, в 1953 году, когда он был объявлен памятником культуры  всесоюзного значения. С 1953 по 1959 год по проекту и под руководством архитектора К. Викманиса была отреставрирована главная башня (донжон), которую достроили до исторической высоты и накрыли высокой шатрообразной черепичной крышей, обустроив под ней смотровую площадку для туристов. В 1960-е гг. — 1983 г. под руководством архитекторов Г. Зирниса и Г. Янсонса были восстановлены западная обводная стена, хозяйственная постройка, полукруглая и южная привратная башни.
В 1976 году начались археологические исследования Института истории Академии наук Латвийской ССР под руководством Я.Я. Граудониса, реставрация и реконструкция замка. В работах, в том числе в расчистке леса и в раскопках, участвовали студенческие строительные отряды, школьники, местные жители.
В 1983 году в 75 метрах от стены замка был обнаружен склад немецких мин времён Второй мировой войны. Группа сапёров под командованием лейтенанта В. Петракевича обезвредила несколько десятков зарядов.
Среди примерно пяти тысяч старинных находок, сделанных в ходе археологических раскопок, наиболее интересными представляются несколько древних печей, пивоварня, баня с колодцем, около трех десятков медных и серебряных монет, находившихся в двух кладах XV века, и даже один золотой дукат, металлические наконечники стрел, глиняная посуда, гвозди для подков и др.
Особый интерес вызывают вышеупомянутые печи — гипокаусты, принцип обогрева которых использовался еще в общественных банях в Древнем Риме. Теплый воздух печей Турайдского замка поднимался по специальным пустотам в кирпичной кладке и распространялся по стенам и под полами средневековой крепости, прекрасно обогревая помещения.
Полностью восстановленная главная башня крепости, достигающая в высоту 38 метров, сегодня используется как смотровая площадка для многочисленных туристов. С верхнего этажа этой башни открывается вид на живописные окрестности.
На смотровую площадку ведут очень узкие и низкие ходы с каменными ступенями. Ширина этих ходов — около 0,5 метра, а высота — немногим более 1,5 метра. Помимо Смотровой башни восстановлены также крепостные стены, Полукруглая башня, Северная башня и Южная башенная постройка. В восстановленном и отреставрированном бывшем хозяйственном здании с 1962 года разместилась экспозиция Турайдского музея-заповедника.

## Восстановление

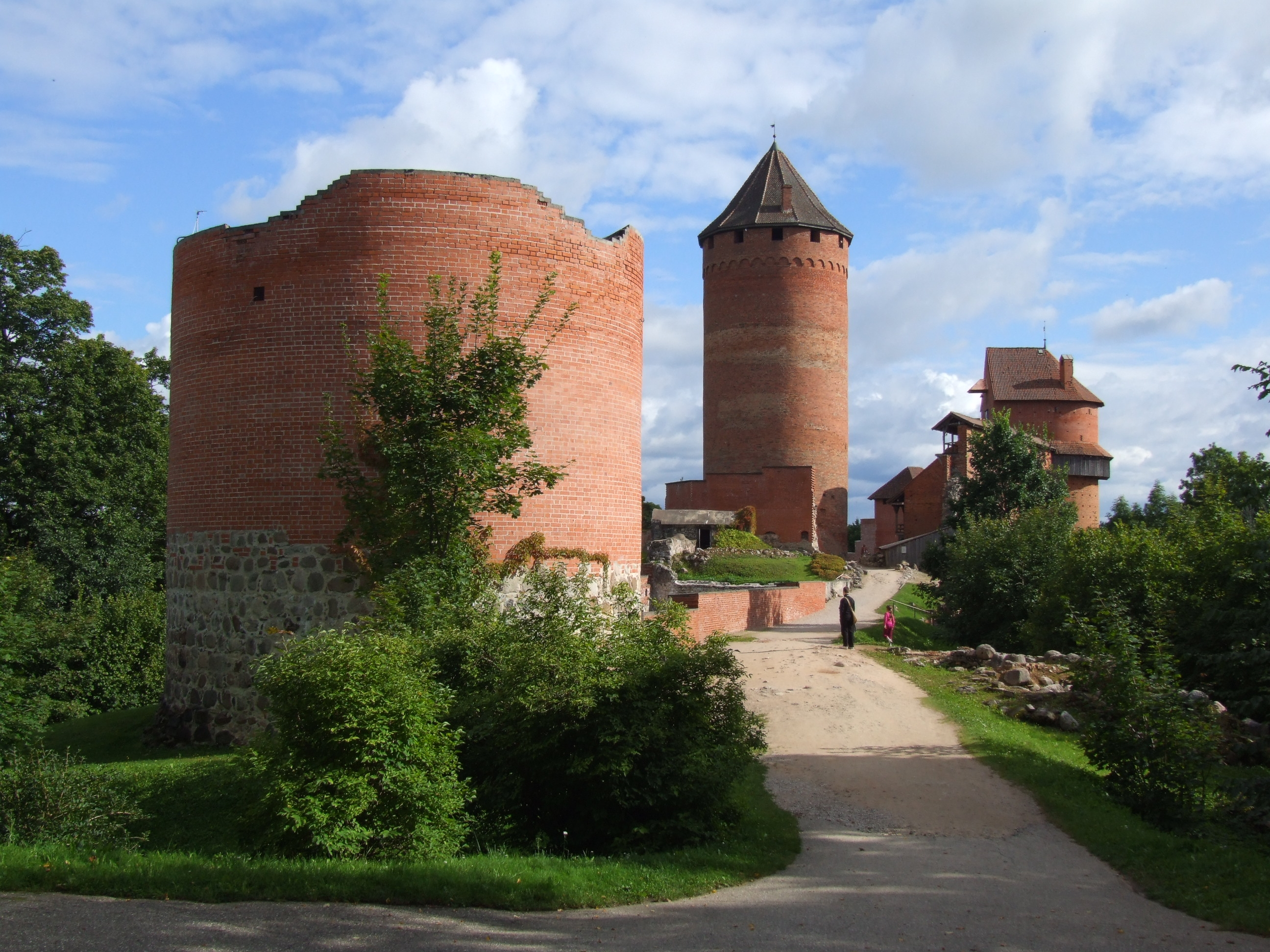

С 1953 года на территории замка идут восстановительные работы. Первой была восстановлена 38-метровая Главная башня.
В конце 1950-х были восстановлены 2 постройки Западного корпуса, в частности — Полукруглая башня.
В начале 1980-х была воссоздана Южная башня, в которой размещалась резиденция рижского епископа.
В середине 1980-х Южная башня была соединена с Западным корпусом. После раскопок были построены стены высотой пару метров от Главной башни до центрального входа.
В 1990-х были частично восстановлены стены (до 3 метров) восточного корпуса. Пока не планируется восстановление всего корпуса.
В 2000-х не проводилось широкомасштабных строительных работ. Только незначительные на восточном корпусе.
В перспективе планируется восстановление Воротовой башни, которая будет расположена между Западным корпусом и Главной башней.

## Музей-заповедник

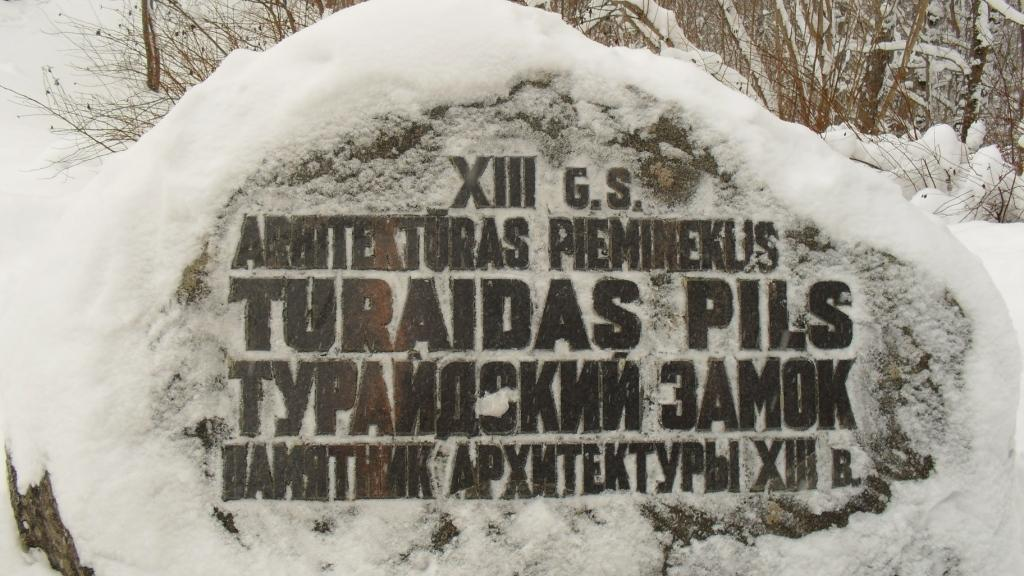
Камень при входе в замок

Особо охраняемый памятник культуры Турайдский музей-заповедник основан в 1988 году. Он включает исторический центр Турайды, занимается сохранением, изучением и популяризацией культурно-исторического наследия, которое здесь формировалось в течение тысячелетия, начиная с XI века. Музей-заповедник занимает территорию 42 га, на которой находятся 39 исторических зданий и строений, его образует комплекс памятников природы, истории и культуры XI—XX веков: построенный в 1212 году Турайдский каменный замок с форбургами, Церковная гора со средневековым кладбищем, могила Турайдской Розы и построенная в 1750 году деревянная лютеранская церковь, прежняя хозяйственная часть Турайдского поместья с восстановленными прудами, парк народных песен с 26 скульптурами скульптора Индулиса Ранки и Гора дайн на месте древнего поселения гауйских ливов.